# New Haven Ninjas
Die New Haven Ninjas waren ein Arena-Football-Team aus New Haven (Connecticut), das in der af2 spielte. Ihre Heimspiele trugen die Ninjas im New Haven Coliseum aus.

## Geschichte
Die Ninjas wurden 2002 gegründet und nahmen den Spielbetrieb im gleichen Jahr in der af2 auf.
Ihr erstes Spiel verlor New Haven mit 34:61 gegen die Rochester Brigade am 6. April 2002.
Nach nur einer Saison wurden die Ninjas aufgelöst, da die Arena, in der die Ninjas spielten, geschlossen wurde.

## Saisonstatistiken
| Jahr | Team             | Liga | S | N  | Playoffs erreicht | Playoffrunde |
| ---- | ---------------- | ---- | - | -- | ----------------- | ------------ |
| 2002 | New Haven Ninjas | af2  | 6 | 10 | nein              |              |

## Zuschauerentwicklung
| Jahr | Team             | Liga | Zuschauerdurchschnitt |
| ---- | ---------------- | ---- | --------------------- |
| 2002 | New Haven Ninjas | af2  | 3.728                 |